# District de Nouvelle-Grenade
Pour les articles homonymes, voir Nouvelle-Grenade.
1821–1830
Entités suivantes :
- République de Nouvelle-Grenade

Le district du Centre, ou district de Nouvelle-Grenade, est une subdivision administrative de la Grande Colombie correspondant aux actuels pays de Colombie, du Panama et la côte des Mosquitos, aujourd'hui au Nicaragua. La capitale du district est Santa Fe de Bogota.
Le District est créé en 1824 et inclut tout le territoire de l'ancienne vice-royauté de Nouvelle-Grenade, qui avec les districts du Venezuela et de Quito forment le territoire de la Grande Colombie.

## Histoire
En 1819 le district comprenait tout le territoire de l'ancienne vice-royauté de Nouvelle-Grenade. Appelé département de Cundinamarca, il était divisé en provinces elles-mêmes divisées en cantons. Sa capitale était Bogota.
Après 1824, avec la Ley de División Territorial de la República de Colombia, le département de Cundinamarca est ramené à la seule région centrale de la Nouvelle-Grenade qui reçoit le nom de Distrito del Centro et englobe les départements nouvellement créés de Boyacá, Cauca, Magdalena et de l'Isthme.
Après la dissolution de la Grande Colombie, à la suite des indépendances du district du Venezuela (le 27 décembre 1829) et du district de Quito (le 13 mai 1830) qui deviennent les États indépendants du Venezuela et d'Équateur, ce qu'il en reste, c'est-à-dire le district de Nouvelle-Grenade, se regroupe le 28 avril 1831 lors de la convention d'Apulo sous la vice-présidence provisoire de Domingo Caicedo. 
Le 20 octobre 1831 la convention Grenadine fait du district une république indépendante, centralisée avec des tendances fédérales, appelée république de Nouvelle-Grenade (espagnol : República de la Nueva Granada). Un régime présidentiel est établi et Francisco de Paula Santander est élu par le Congrès de la république de Colombie pour quatre ans. La nouvelle constitution est adoptée le 29 février 1832.

## Géographie

### Organisation territoriale
| District du Venezuela Département de l'Orénoque Département · de Zulia Département · de Venezuela Département · d'Apure District de Nouvelle-Grenade Département de Boyacá Département · de Cauca Département · de Cundinamarca Département · de Magdalena Département de l'Isthme District de Quito Département d'Azuay Département · de Quito Département · de Guayaquil |

Selon la Ley de División Territorial de la República de Colombia du 25 juin 1824, le district de Nouvelle-Grenade comprend 5 départements et 17 provinces :
- Département de Boyacá
  - Province de Tunja
  - Province de Casanare
  - Province de Pamplona
  - Province de Socorro
- Département de Cauca
  - Province de Popayán
  - Province de Buenaventura
  - Province du Chocó
  - Province de Pasto
- Département de Cundinamarca
  - Province de Bogota
  - Province d'Antioquia
  - Province de Mariquita
  - Province de Neiva
- Département de Magdalena
  - Province de Santa Marta
  - Province de Carthagène
  - Province de Riohacha
- Département de l'Isthme
  - Province de Panama
  - Province de Veragua